# Prédication de saint Bernardin (Sano di Pietro)
La Prédication de saint Bernardin est un sujet traité en peinture par Sano di Pietro en 1445 en plusieurs panneaux dont deux sont conservés au Museo dell'Opera Metropolitana del Duomo de Sienne.

## Histoire
Bernardin de Sienne, franciscain prédicateur mort le 20 mai 1444, faisant l'objet d'un forte dévotion, le gouvernement de la cité de Sienne, sous la pression des Observants de la ville, entame les procédures pour la reconnaissance de sa sainteté (obtenue seulement six ans plus tard), pour entretenir la ferveur  de ses fidèles (car son corps est  toujours retenu à l'Aquila, lieu de sa mort)  en commissionnant en mai 1445, par l'intermédiaire de la Compagnie de la Vierge, Sano di Pietro pour célébrer sa mémoire en peinture.  
Trois panneaux sont réalisés par le peintre pour être exposés dans le Cathédrale Santa Maria Assunta de Sienne (Duomo de Sienne) :
- Saint Bernardin prêchant sur le Campo de Sienne, devant le Palazzo Pubblico (cérémonie officielle).
- Saint Bernardin prêchant devant la basilique Saint-François de Sienne (cérémonie populaire).
- Saint Bernardin montant au Paradis,

Ces panneaux faisaient peut-être partie d'un polyptyque complétés de deux portraits en pied du saint comme le suggère la composition des diagonales des parapets séparant les femmes et les hommes sur les deux panneaux montrant des monuments très reconnaissables de Sienne.

## Sujet
Saint Bernardin est connu (et été accusé d'idolâtrie pour cela) pour avoir prêché, particulièrement à Sienne (en 1425 ou 1427) en favorisant la ferveur populaire en exhibant le monogramme du Christ « IHS » peint sur une tablette (qu'il fit même reproduire par un artisan pour être vendue).
Il est donc reconnaissable par cet attribut et autant par son profil caractéristique (premier saint au portrait fidèle), tout du moins pendant plus d'un siècle après sa mort, un profil probablement inspiré par son masque mortuaire.

## Description du panneau du Campo de Sienne
Saint Bernardin est montré prêchant, tenant le monogramme devant lui de ses deux mains, auréolé d'une nimbe. Il se tient en haut d'une estrade temporaire en bois placée devant la façade du Palazzo Pubblico. Derrière lui se trouve une chaire de pierre et à dextre la Cappella di Piazza, représentée plus maladroitement comme détachée du reste du bâtiment principal dont la construction des fuyantes perspectives est élaborée.
Devant lui l'assemblée des fidèles  en tenus d'apparat montre les femmes à gauche portant le voile blanc, les hommes à droite habillés de noir ou de rouge, séparées par un parapet traversant le tableau en diagonale ; la tribune de l'onoranza sur l'extrême droite montre des notables tenant leur coiffe dans leurs mains.
L'architecture du Palazzo Pubblico est finement détaillé : créneaux, fenêtres à meneaux trilobées, blasons de la ville répétés, cadran de l'horloge sur la Torre del Mangia,  un fronton campanaire, deux lupa senese aux angles du bâtiment principal, et grand monogramme du Christ (toujours existant) mais ici représenté sans perspective, en rond parfait.
Plusieurs étendards ornés d'une aigle figurent également au centre de la façade.
Le fond du ciel bleu est émaillé de nuages filant horizontalement

## Description du panneau de l'église Saint-François de Sienne

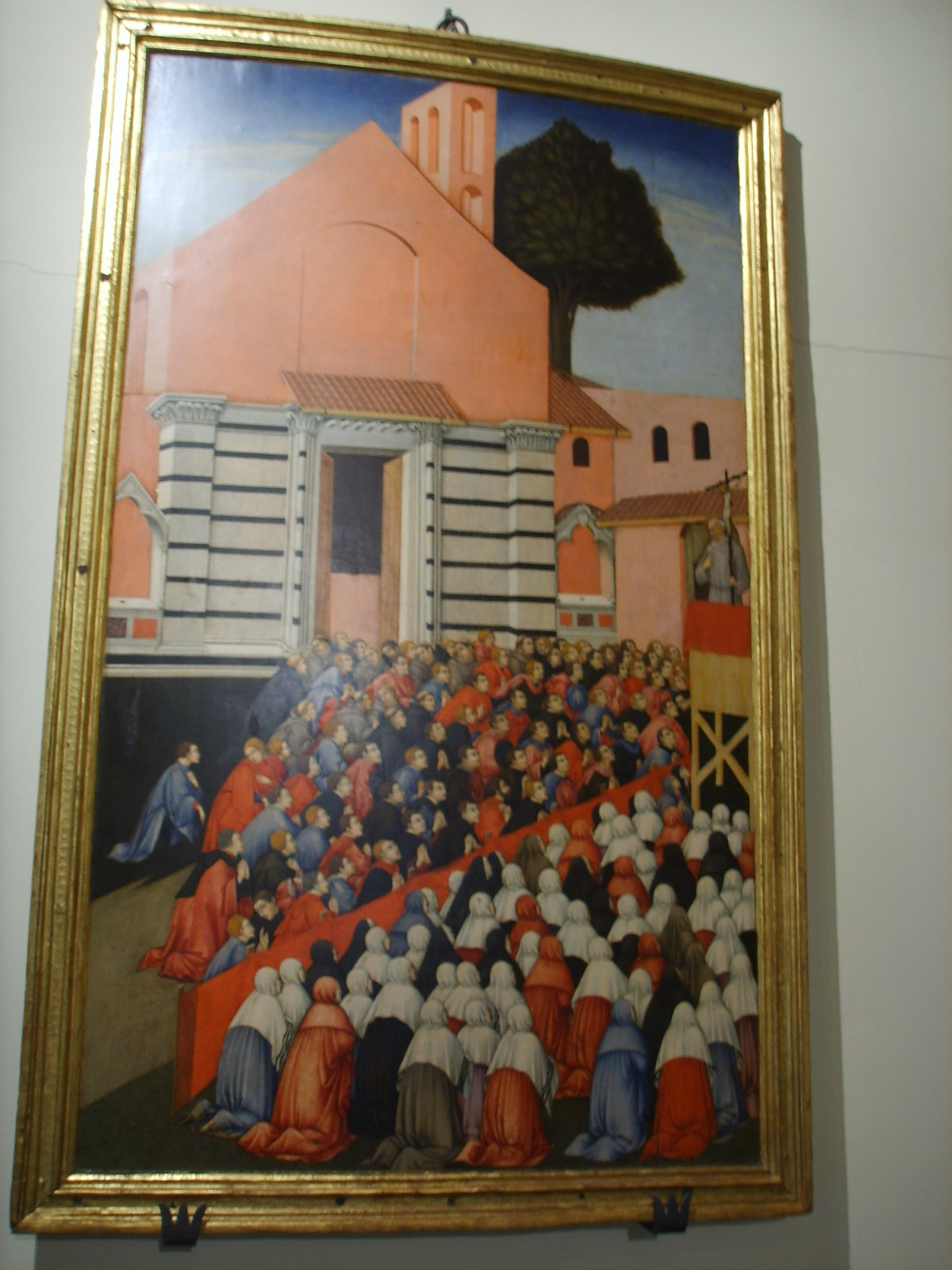
Panneau de San Francesco.

Sur le parvis de l'église, dont la façade est encore inachevée, perché sur haute estrade de bois, saint Bernardin est montré prêchant, tenant non pas le monogramme mais le crucifix, placé sur le côté droit de la composition. L'assemblée est présente, hommes à gauche et femmes à droite séparés par un parapet traversant le tableau en diagonale (croisée avec celle du tableau précédent).